# Haut-commissariat du Canada au Bangladesh
Le haut-commissariat du Canada au Bangladesh est la représentation diplomatique du Canada au Bangladesh. Ses bureaux sont situés sur le chemin des Nations unies, dans la capitale bangladaise Dacca.

## Mission
Ce haut-commissariat est responsable des relations entre le Bangladesh et le Canada et offre des services aux Canadiens en sol bangladais.

## Historique
Les relations diplomatiques entre le Canada et la république populaire du Bangladesh sont établies le 14 février 1972. L'ambassadeur du Canada en Thaïlande fut simultanément accrédité comme haut-commissaire au Bangladesh.

## Hauts-commissaires
Cette représentation diplomatique canadienne est dirigée par un chef de mission qui porte le titre de haut-commissaire, comme le veut la tradition au sein des pays mutuellement membres du Commonwealth.
| #   | Nom                         | Titre | Nomination        | Lettres de créance | Fin de l'affectation |
| --- | --------------------------- | ----- | ----------------- | ------------------ | -------------------- |
| 1er | Gordon Edwin Cox            | HC    | 6 avril 1972      | 5 juin 1972        | 26 août 1972         |
| 2e  | Gordon George Riddell       | HC    | 8 juin 1972       | 30 octobre 1972    | 16 juin 1974         |
| 3e  | Robert Wallace McLaren      | HC    | 24 juillet 1973   | 25 juillet 1973    | 1er août 1975        |
| 4e  | Jack F. Godsell             | HC    | 17 février 1976   | 28 février 1976    | 27 juin 1979         |
| 5e  | Arthur Robert Wright        | HC    | 4 avril 1979      | 22 juillet 1979    | 16 juillet 1982      |
| 6e  | Christopher William Westdal | HC    | 22 septembre 1982 | 23 septembre 1982  | -                    |
| 7e  | Anthony Vincent             | HC    | 4 juillet 1985    | 8 octobre 1985     | 2 septembre 1988     |
| 8e  | Émile Gauvreau              | HC    | 17 août 1988      | 29 octobre 1988    | 5 août 1993          |
| 9e  | Jon J. Scott                | HC    | 23 juillet 1993   | 12 septembre 1993  | septembre 1996       |
| 10e | Nicholas Etheridge          | HC    | 11 septembre 1996 | -                  | 4 août 1999          |
| 11e | David Preston               | HC    | 11 août 1999      | 5 octobre 1999     | 12 juillet 2002      |
| 12e | Gerald K. Campbell          | HC    | 1er août 2002     | 5 septembre 2002   | -                    |
| 13e | David Sproule               | HC    | 9 août 2004       | 5 septembre 2004   | 28 août 2005         |
| 14e | Barbara Richardson          | HC    | 24 novembre 2005  | 22 décembre 2005   | -                    |
| 15e | Robert McDougall            | HC    | 2 septembre 2008  | 20 octobre 2008    | -                    |
| 16e | Heather Cruden              | HC    | 21 septembre 2011 | 24 novembre 2011   | -                    |
| 17e | Benoît-Pierre Laramée       | HC    | 20 novembre 2014  | 2 février 2015     | -                    |
| 18e | Benoit Préfontaine          | HC    | 17 août 2017      | 5 octobre 2017     | -                    |